# Silvana Bosi
Pour les articles homonymes, voir Bosi.
Silvana Bosi (née le 23 juillet 1934 à Ferrare et morte le 10 août 2020 à Rome) est une actrice italienne.

## Biographie
Silvana Bosi fait ses débuts d'actrice dans la seconde moitié des années 1980 en tant qu'actrice de théâtre mettant parfois en scène les pièces qu'elle joue.
Sur le petit et le grand écran, elle travaille avec plusieurs réalisateurs, souvent comme actrice de caractère. Les rôles joués par Silvana Bosi sont du stéréotype de la mère ou de la tante affectueuse et parfois de la concierge irritable ou compréhensive.
Active dans le domaine du théâtre, à partir de la première moitié des années 2000 Silvana Bosi a fondé sa propre compagnie qu'elle a dirigée.

## Filmographie partielle
- 1987 : Soldati - 365 all'alba
- 1989 : Mortacci
- 1989 : Night Club de Sergio Corbucci
- 1991 : Rossini! Rossini!
- 1999 : Les Bouffons